# Claire Lecat
Claire Lecat (* 6. Juli 1965 in Boulogne-sur-Mer) ist eine französische Judoka. Sie war 1989 Weltmeisterschaftsdritte im Mittelgewicht, der Gewichtsklasse bis 66 Kilogramm.

## Sportliche Karriere
Die 1,74 m große Claire Lecat gewann 1988 das Tournoi de Paris und die französischen Meisterschaften. 1989 gewann sie erneut die französischen Meisterschaften und belegte beim Tournoi de Paris den dritten Platz. Bei den Europameisterschaften in Helsinki unterlag sie im Viertelfinale der Italienerin Emanuela Pierantozzi. Mit zwei Siegen in der Hoffnungsrunde erreichte sie den Kampf um Bronze, den sie gegen die Niederländerin Chantal Han gewann. Fünf Monate später unterlag sie im Viertelfinale der Weltmeisterschaften in Belgrad der Japanerin Hikari Sasaki. Wie bei den Europameisterschaften erreichte sie über die Hoffnungsrunde den Kampf um Bronze, den sie wieder gegen Chantal Han gewann. 1990 gewann Claire Lecat zum zweiten Mal das Tournoi de Paris. Bei den Europameisterschaften in Frankfurt am Main unterlag sie der Deutschen Alexandra Schreiber, den Kampf um Bronze gewann sie gegen Jelena Kotelnikowa aus der Sowjetunion.
1992 belegte sie beim Tournoi de Paris den zweiten Platz hinter der Südkoreanerin Cho Min-sun. Bei der olympischen Premiere des Frauenjudo 1992 in Barcelona unterlag Lecat im Viertelfinale Emanuela Pierantozzi. Nach Siegen über Chantal Han und die Argentinierin Laura Martinel verlor Lecat den Kampf um Bronze gegen die Britin Kate Howey und belegte den fünften Platz. 1993 war Claire Lecat noch einmal Zweite der französischen Meisterschaften hinter Alice Dubois.